# Lotus 63
Chronologie des modèles (1969)
Lotus 49B Lotus 49C
La Lotus 63 est une monoplace de Formule 1 de l'écurie Team Lotus, conçue par Colin Chapman et Maurice Philippe, et qui a couru sept Grands Prix en championnat du monde en 1969. Elle est pilotée par le Britannique John Miles et l'Américain Mario Andretti et est engagée à titre privé par le Suédois Joakim Bonnier.
Basée sur une propulsion à quatre roues motrices la Lotus 63 s'avéra difficile à mettre point et fut finalement un échec. Certains concepts aérodynamiques qui avaient présidé à sa conception furent toutefois repris dans la Lotus 72.

## Résultats en championnat du monde de Formule 1
| Saison | Écurie               | Moteur               | Pneumatiques | Pilotes        | Courses | Courses | Courses | Courses | Courses | Courses | Courses | Courses | Courses | Courses | Courses | Points inscrits | Classement |
| Saison | Écurie               | Moteur               | Pneumatiques | Pilotes        | 1       | 2       | 3       | 4       | 5       | 6       | 7       | 8       | 9       | 10      | 11      | Points inscrits | Classement |
| ------ | -------------------- | -------------------- | ------------ | -------------- | ------- | ------- | ------- | ------- | ------- | ------- | ------- | ------- | ------- | ------- | ------- | --------------- | ---------- |
| 1969   | Gold Leaf Team Lotus | Ford-Cosworth DFV V8 | Firestone    |                | ADS     | ESP     | MON     | NED     | FRA     | GBR     | ALL     | ITA     | CAN     | USA     | MEX     | 42*             | 3e         |
| 1969   | Gold Leaf Team Lotus | Ford-Cosworth DFV V8 | Firestone    | John Miles     |         |         |         |         | Abd     | 10e     |         | Abd     | Abd     |         | Abd     | 42*             | 3e         |
| 1969   | Gold Leaf Team Lotus | Ford-Cosworth DFV V8 | Firestone    | Mario Andretti |         |         |         |         |         |         | Abd     |         |         | Abd     |         | 42*             | 3e         |
| 1969   | Ecurie Bonnier       | Ford-Cosworth DFV V8 | Firestone    | Joakim Bonnier |         |         |         |         |         | Abd     |         |         |         |         |         | 42*             | 3e         |

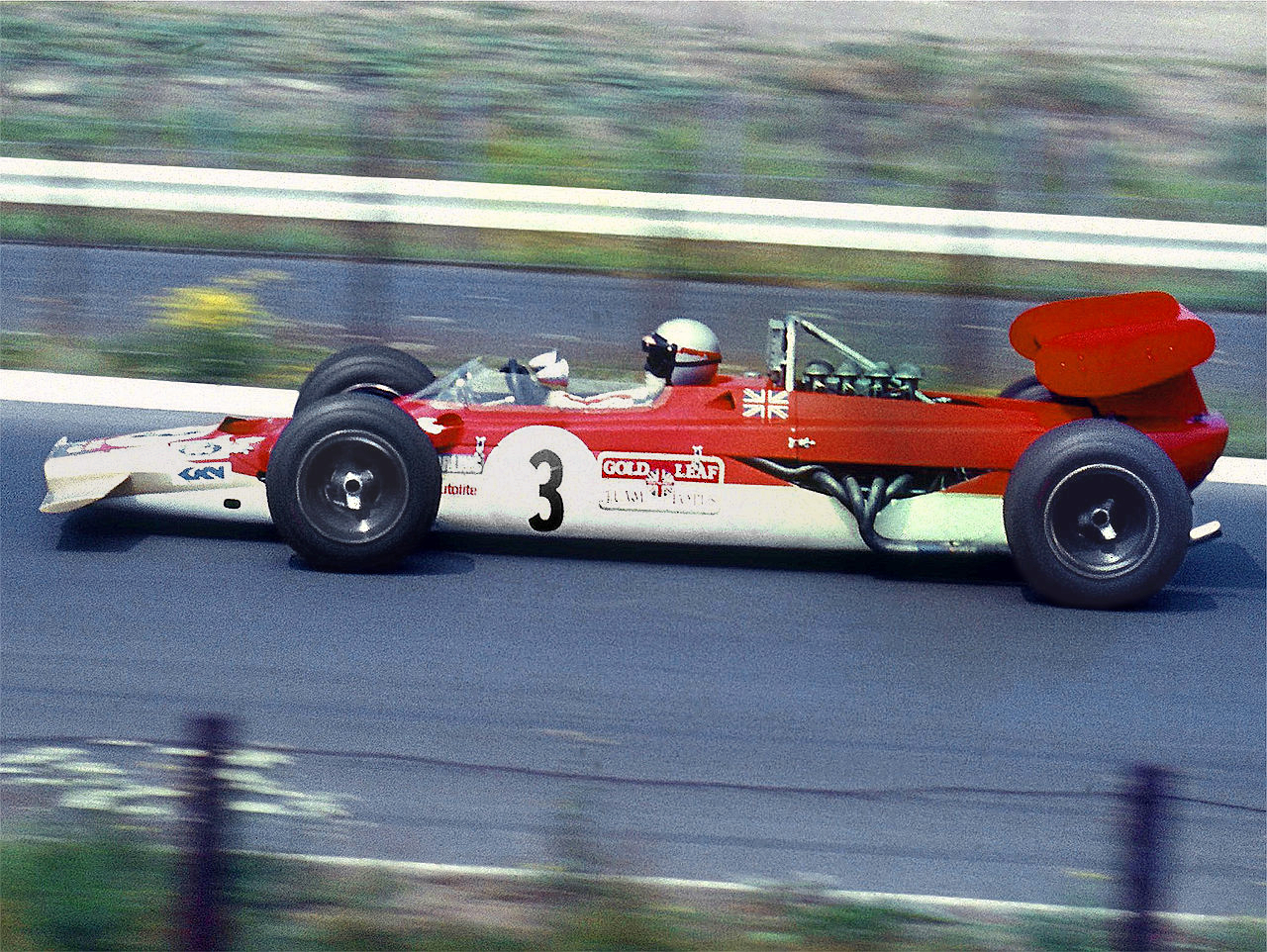
Mario Andretti sur Lotus 63 en 1969 au Nurburgring.

- * Aucun n'a été marqué avec la Lotus 63. Les 42 points restants ont été marqués avec la Lotus 49.